# Marie-Marguerite Pichonnet-Andral
Marie-Marguerite Pichonnet-Andral, dite Maguy Andral, née le 27 mai 1922 à Montluçon (Allier) et morte le 22 décembre 2004 à Suresnes, est une musicienne et ethnomusicologue française.
Spécialiste de la transcription musicale, elle mène de nombreuses enquêtes de terrain et collectages après la Seconde guerre mondiale, qui permettent de renforcer la connaissance du patrimoine musical traditionnel français.
Sa carrière est indissociable de celle de Claudie Marcel-Dubois, avec laquelle elle collabore pendant plusieurs décennies.

## Biographie

### Origines familiales
Marie-Marguerite Pichonnet est la fille d'un imprimeur d'art, qui meurt peu de temps après sa naissance des séquelles de la Première Guerre mondiale, et d'une musicienne, Jeanne Dagois, dite Jeanne Andral. Pupille de la Nation, elle se forme à la vielle à roue, populaire en Bourbonnais, et joue occasionnellement dans le groupe folklorique où chante sa mère, participant à plusieurs manifestations jusqu'en 1940.
Elle accole plus tard le nom de scène de sa mère, pianiste et cantatrice, à son patronyme de naissance. 

### Formation et débuts
Marie-Marguerite Pichonnet-Andral entre au Conservatoire national supérieur de musique et de danse de Paris où elle suit les cours d'analyse, esthétique et histoire de la musique ; elle obtient le 1er prix dans cette dernière matière. Elle étudie ensuite la paléographie musicale à l'École pratique des hautes études, où elle bénéficie des cours de Solange Corbin.
Elle rejoint ensuite l'équipe de chercheurs du Musée national des Arts et Traditions populaires de Paris. Ses premières recherches concernent le folklore bourbonnais, et c'est sur ce sujet qu'elle effectue sa première communication publique à Londres, en 1947. Ses premières missions de terrain la conduisent dans la vallée de la Sioule et en Haute-Loire. Elle est rattachée au service de la documentation du Musée, section Musicologie, et travaille dès lors sous la direction de Claudie Marcel-Dubois. C'est probablement par le biais de Jeannine Auboyer que les deux femmes se rencontrent et se lient. En 1949, elle est officiellement désignée attachée de recherches.
Marie-Marguerite Pichonnet-Andral effectuera toute sa carrière au sein du département d'ethnomusicologie du Musée des ATP. Elle bénéficie de l'influence et des enseignements de Georges Henri Rivière, qui le dirige jusqu'en 1967, ainsi que d'autres ethnomusicologues comme Constantin Brăiloiu et Marcel Maget.

### Carrière
Dès 1946, débutent les enquêtes de « prospection systématique » que mènent le duo sur le terrain dans toute la France. Marie-Marguerite Pichonnet-Andral excelle dans la transcription. C'est cette responsabilité que Claudie Marcel-Dubois lui confie systématiquement lors de leurs travaux, en amont de toute analyse musicologique et ethnographique des pièces recensées. La mémoire visuelle et auditive de Maguy Andral et son oreille musicale sont précieuses. Sa démarche, qui concilie les enregistrements urgents à la description méthodique des objets musicaux, guide la constitution d'un véritable corpus qui renforce la connaissance du patrimoine musical populaire français et permet d'éditer de nombreux documents à vocation pédagogique, notamment dans la revue Arts et Traditions populaires.
En 1961, elle devient chargée de recherches, statut octroyé par le CNRS. Elle est promue maître de recherches en 1970. Jean Cuisenier, conservateur en chef du Musée, la nomme directrice-adjointe du Centre d'Ethnologie Française en 1981, et elle prend la suite de Claudie Marcel-Dubois, qui prend sa retraite. Elle effectue une dernière mission en 1987 et quitte ses fonctions.
Les dernières années d'activité de Maguy Andral sont marquées par une reconnaissance institutionnelle plus grande des apports de l'ethnomusicologie française, dont les travaux jusqu'alors cantonnés au domaine des musées, et tiraillés entre musicologie et ethnographie, percolent dans les conservatoires de musique et le milieu universitaire.

### Mort
Marie-Marguerite Pichonnet-Andral meurt le 22 décembre 2004 à Suresnes. Sa disparition coïncide avec la fermeture en 2005 du Musée national des Arts et Traditions populaires, transféré à Marseille en Musée des Civilisations de l'Europe et de la Méditerranée, ouvert en 2013.

## Travaux et apports
Les enquêtes menées dans toute la France par Claudie Marcel-Dubois et Maguy Andral ont permis de collecter un très grand nombre de données et d'effectuer de multiples enregistrements.
Ce matériau demeure cependant longtemps peu accessible et valorisé, ce qui n'est pas sans susciter des critiques à partir des années 1970 et du regain d'intérêt des musiciens pour le répertoire populaire français. Dans les années 2010, un important projet de valorisation est mis en place par les chercheurs Marie-Barbara Le Gonidec, François Gasnault et Florence Neveux. Cette initiative, Les Réveillées, résulte d'un premier programme de recherche du Laboratoire d'anthropologie et d'histoire de l'institution de la culture, et vise à recontextualiser les collectes autant qu'à rendre accessible au plus grand nombre les documents.